# Tháp truyền hình

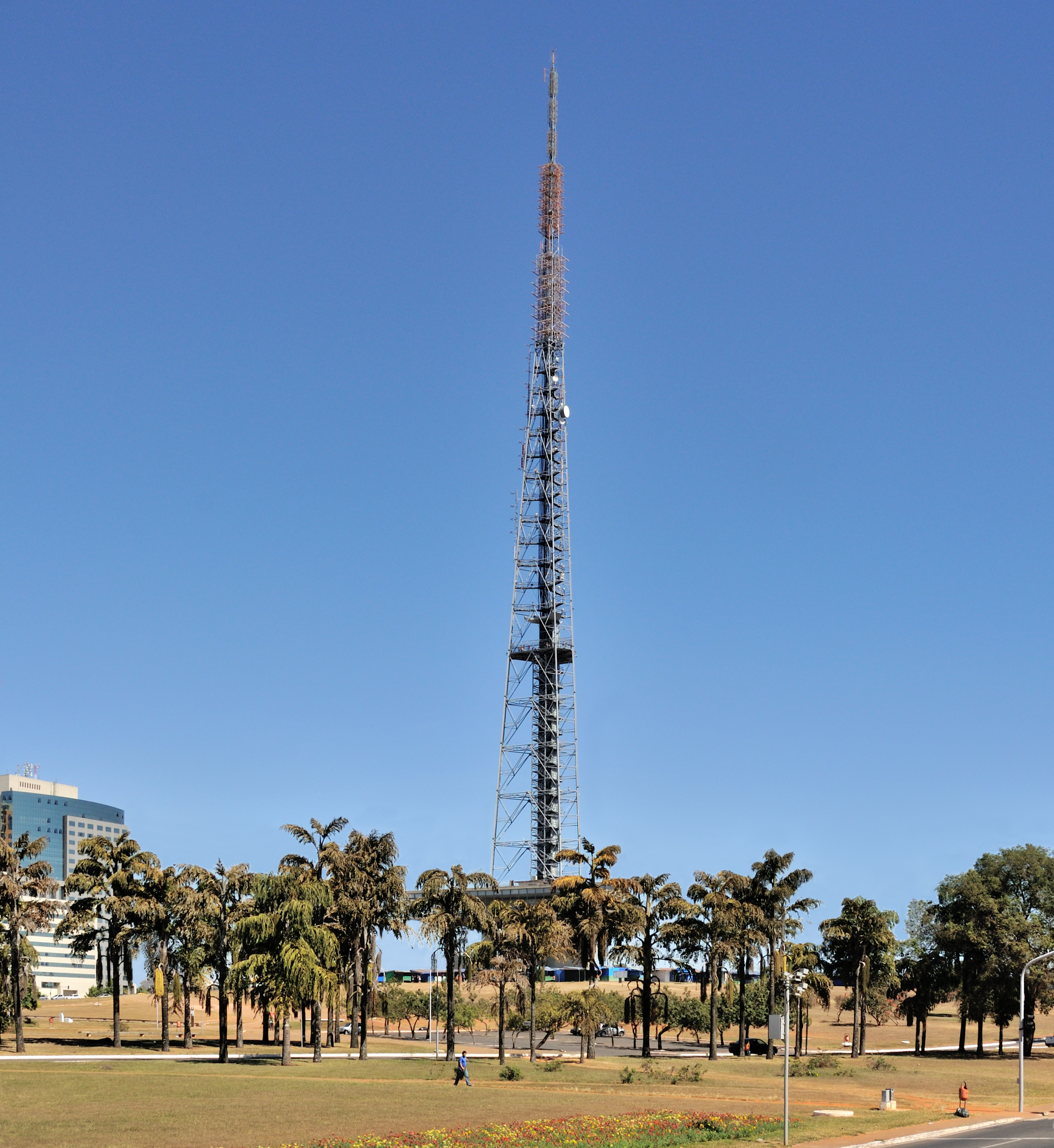
Một tháp truyền hình ở Brasillia, Brasil

Tháp truyền hình hay trạm phát sóng ra-đi-ô cả hai đều có mục đích cải thiện việc phát sóng cho một hoặc nhiều ăngten và radio hay một trạm phát sóng, phát thanh, bằng cách tăng chiều cao của tháp ăngten bởi một tòa tháp cao hơn. Các ăngten có thể được thay đổi một vài điểm để nâng cao vùng phủ sóng rộng hơn, sử dụng cho cách liên lạc vô tuyến (phát sóng radio truyền hình, cuộc gọi di động, đài FM).
Một trạm truyền hình như là một kính viễn vọng, thân tháp có thể di động được, gắn trong tháp được điều chỉnh bằng tay hoặc tự động, vì vậy nó có thể nâng cao hơn hoặc hạ thấp xuống và xoay xung quanh thân của nó. Loại khác, các ăngten đặc biệt có thể có kết nối đường dây cáp để hỗ trợ khi gặp gió mạnh.

## Lịch sử
Thử nghiệm phát thanh bắt đầu vào năm 1905, và đài phát thanh thương mại đột phá trong năm 1920.
Cho đến ngày 8 tháng 8 năm 1991, tháp đài phát thanh  Warsaw radio mast là công trình phát thanh cao nhất thế giới. Hiện có hơn 50 công trình đài phát thanh ở Hoa Kỳ cao 600 m (1.968,5 ft) hoặc cao hơn.